# Носни мишић
Носни мишић (лат. musculus nasalis) је танки парни мишић главе, који је смештен на бочној страни носа. Троугластог је облика и састоји се од два дела: попречног (лат. pars transversa) и крилног или доњег (лат. pars alaris).
Попречни део се припаја на телу горње вилице (изнад очњака), одакле се лепезасто шири и на полеђини носа се спаја са истоименим мишићем супротне стране. Крилни део се припаја, такође, на телу максиле и на дубокој страни коже носног крилца.
Инервација потиче од образних грана фацијалног живца, слично осталим мишићима главе. Попречни део носног мишића учествује у сужавању и ширењу ноздрве, а ову другу функцију подржава и његов крилни део.